# John Alderson (cầu thủ bóng đá)
John H. Alderson là một cầu thủ bóng đá từng thi đấu ở Football League cho Darlington. Ông sinh ra ở Anh.